# Mini Cerrí
Mini Cerrí (en llatí Minius Cerrinus) era un ciutadà, natural de la Campània, fill de Pacul·la Annia, resident a Roma, que va ser nomenat com un dels dos hierofantes a les Bacanàlia de Roma el 186 aC. Per iniciativa de sa mare, amb el seu germà Herenni va ser el primer iniciat masculí al ritu de Bacus. Pacul·la va organitzar les celebracions a la nit, i aquesta noctis licentia o llibertat de la nit combinada amb la mescla d'homes i dones (permixti viri feminis) haurien conduït a vileses i crims. Pacul·la va argumentar que l'«estupre» s'havia donat sobretot entre homes: plura virorum inter sese quam feminarum esse stupra. Si algú refusava hauria sigut immolat en lloc dels animals.
Quan aquestes orgies van ser descobertes el Senat i els Cònsols van organitzar la repressió, en veure-hi una amenaça major per a l'estabilitat de l'estat de tres maneres: decadència moral per la degradació dels valors, amenaça per a l'exèrcit pel gran nombre de joves mascles que en tastar el plaer sexual ja no tindrien interès per a la carrera militar i rebel·lió contra l'orde de l'Estat. Mini va ser arrestat i empresonat per evitar que se suicidés abans del judici. Va confessar davant el senat romà les pràctiques durant les bacanals. Va ser empresonat a Ardea, però la sentència final és desconeguda.